# Ernst Rudolf von Trautvetter
Ernst Rudolf von Trautvetter (ur. 20 lutego 1809 w Mitawie, zm. 24 stycznia 1889 w Petersburgu) – niemiecki botanik, specjalizujący się we florze Kaukazu i Azji Środkowej.

## Życiorys
Był synem profesora filozofii Ernsta Christiana Johanna von Trautvettera. Studiował medycynę i nauki przyrodnicze na Uniwersytecie Dorpackim. Od 1829 do 1831 r. prowadził botaniczne wycieczki terenowe po Inflantach. W 1833 rozpoczął pracę jako asystent w ogrodzie botanicznym w Dorpacie. Dwa lata później podobne obowiązki pełnił w Ogrodzie Botanicznym w Petersburgu. W 1834 zaczął wykładać na Uniwersytecie Dorpackim, a rok później został doktorem filozofii na Uniwersytecie Królewieckim. W 1838 przeniósł się do Kijowa, gdzie pracował jako profesor botaniki i dyrektor ogrodu botanicznego. W latach 1847–1859 lat był rektorem Uniwersytetu Kijowskiego. Później powrócił do ogrodu botanicznego w Petersburgu, gdzie pracował jako jego administrator i dyrektor. Przeszedł na emeryturę w 1875 roku. W 1889 r. ponownie objął stanowisko dyrektora ogrodu botanicznego w Petersburgu.

## Praca naukowa
Opublikował wiele prac naukowych, w tym opracowania rodzajów roślin przegorzan Echinops, Pentastemona, koniczyna Trifolium. Jest autorem flory rosyjskiej Plantarum imagines et descriptiones floram russicam illustrantes (1844) i Die Pftanzengeographischen Verhältnisse des europäischen Russlands (1849–1851). Ważnym jego dziełem była praca Skizze der Classen und Ordnungen des natürlichen Ppflanzensysterns poświęcona systematyce roślin. Jest także jednym z autorów flory północnej Syberii.
Opisał wiele nowych gatunków roślin. W nazwach naukowych utworzonych przez niego taksonów dodawany jest skrót jego nazwiska Trautv. Uczczono go, jego nazwiskiem nazywając rodzaj roślin  Trautvetteria.